# Chiesa di San Marco Evangelista (Servigliano)
La chiesa di San Marco Evangelista è la parrocchiale di Servigliano, in provincia e arcidiocesi di Fermo; fa parte della vicaria di Amandola.

## Storia
L'edificazione della chiesa di San Marco di Servigliano, progettata da Cosimo Morelli, iniziò nell'aprile del 1774, con la cerimonia di posa della prima pietra, che era stata inviata direttamente da Roma grazie all'interessamento di papa Clemente XIV; il progetto del luogo di culto porta la firma di Cosimo Morelli.
I lavori, diretti da Luigi Paglialunga, furono ultimati nel 1778, mentre la decorazione dell'interno, eseguita da Stefano Interlenghi, venne terminata l'anno successivo; negli stessi anni si procedette anche all'erezione della torre campanaria.
Nell'ottobre di quel medesimo 1779 furono traslate nella nuova chiesa le reliquie dei Santi Gualterio e Serviliano.

## Descrizione

### Esterno
La facciata della chiesa, rivolta a sudovest, è suddivisa da una cornice marcapiano aggettante in due registri, entrambi scanditi da lesene; quello inferiore presenta centralmente il portale d'ingresso, mentre quello superiore è caratterizzato da una finestra timpanata e coronato dal frontone di forma triangolare.
Accanto alla parrocchiale sorge il campanile a base quadrata, la cui cella presenta su ogni lato una monofora a tutto sesto ed è coronata dalla cupola poggiante sul tamburo.

### Interno
L'interno dell'edificio si compone di un'unica navata, sulla quale si affacciano le cappelle laterali, introdotte da archi a tutto sesto, e le cui pareti sono scandite da lesene scanalate terminanti con capitelli compositi sorreggenti la trabeazione modanata e aggettante sopra la quale si imposta la volta a botte; al termine dell'aula si sviluppa il presbiterio, rialzato di tre gradini e chiuso dall'abside di forma semicircolare.
Qui sono conservate diverse opere di pregio, tra le quali l'altare laterale di San Serviliano Martire, impreziosito da una pala di Alessandro Ricci, l'organo, costruito da Raffaele Fedeli nel 1779, la pala ritraente gli Apostoli Giovanni e Giacomo, realizzata da Filippo Ricci, il quadro che rappresenta la Madonna del Rosario con il Figlio e i Santi Domenico e Vincenzo Ferrer, il dipinto di Sant'Antonio da Padova, firmato da Salvatore Tricarico, e l'acquasantiera, costruita da Angelo Albertini nel 1799.